# Andrena kerriae
Andrena kerriae är en biart som beskrevs av Hirashima 1965. Andrena kerriae ingår i släktet sandbin, och familjen grävbin. Inga underarter finns listade i Catalogue of Life.